# 1968 في تركيا
فيما يلي قوائم الأحداث التي وقعت خلال عام 1968 في تركيا.

## سياسة

### تعيين في المنصب
- 15 يناير – لطفي دوغان رئيس منظمة الشؤون الدينية التركية ‏.

### انتهاء فترة المنصب
- 15 يناير – علي رضا خاقصاص رئيس منظمة الشؤون الدينية التركية ‏.

## أفلام
من الأفلام التي صدرت هذه السنة في تركيا:
- 1 يناير – عصابة النساء

## مواليد

### يناير
- 1 يناير – بهجت تشيليك مؤلف تركي.
- 1 يناير – كنعان شيمشك مصارع هاوي تركي.
- 1 يناير – هاكان فيدان
- 2 يناير – فيوليت برلين
- 7 يناير – ملتم إركان كاتبة تركية.
- 12 يناير – حسين شاهين سياسي تركي.
- 29 يناير – هاكان ميريتشليلر ممثل تركي.

### فبراير
- 5 فبراير – مولود جاويش أوغلو سياسي تركي.[1]
- 16 فبراير – ميتين ديادين[2]

### مارس
- 31 مارس – تولوناي كافكاس لاعب كرة قدم تركي.[3]

### أبريل
- 1 أبريل – محسون قرمز غل[4]
- 10 أبريل – نباهت البيرق
- 15 أبريل – فاروق إيجيت لاعب كرة قدم تركي.[5]
- 16 أبريل – كوراي أردوغان
- 20 أبريل – يلماز أرسلان منتج أفلام ألماني.[6]
- 25 أبريل – إدريس بال سياسي تركي.

### مايو
- 27 مايو – هارون إرديناي لاعب كرة سلة تركي.

### يونيو
- 15 يونيو – عمر جيليك صحفي تركي.

### يوليو
- 1 يوليو – عدنان مارال[7]

### أغسطس
- 6 أغسطس – مصطفى شنطوب
- 11 أغسطس – أوزلم شارشى اوغلو سياسية تركية.
- 16 أغسطس – يشار كورت
- 19 أغسطس – مروة قاوقجي

### نوفمبر
- 9 نوفمبر – إيرول ساندر ممثل ألماني.[8]
- 24 نوفمبر – بولنت كوركماز لاعب كرة قدم.[9]

### ديسمبر
- 1 ديسمبر – إسماعيل كوسي لاعب كرة قدم تركي.
- 7 ديسمبر – اسرا ديرمانكلوجلو ممثلة تركية.

## وفيات

### يناير
- 1 يناير – حسن كامل سبوريل (مواليد 1894) لاعب كرة قدم تركي.

### يوليو
- 2 يوليو – زكي الأرسوزي (مواليد 1899) فيلسوف سوري.[10]